# Парные слова
Парные слова — специфический для тюркских языков способ словообразования: новое слово образуется склейкой двух слов с близким звучанием, одинаковой морфологией и соотнесёнными значениями. Например, в казахском языке «ата» (отец) + «ана» (мать) → «ата-ана» (родители).
Н. А. Баскаков выделяет три типа парных слов:
- парно-повторные с повторением одного слова (например, каз. қап-қап, «мешок + мешок → мешки», ср. Редупликация);
- парно-собирательные (близкие по смыслу слова, например каз. аяқ-табақ, «чашка + тарелка → посуда»);
- парно-повторные с повтором слова с фонетическим изменением (каз. нан-пан, «всякий хлеб»).

Хотя схожие конструкции и присутствуют в европейских языках (в том числе русском), их употребление нечасто и указывает на разговорную речь, ср. русские детские дразнилки («Лиза-подлиза») и просторечия: («трава-мурава»).